# Jean-Baptiste-Antoine Suard
Jean-Baptiste-Antoine Suard (pseudonym Desfontaines), född den 15 januari 1732 i Besançon, död den 20 juli 1817 i Paris, var en fransk författare.
Suard invaldes 1772 i Franska akademien, men tilläts inte av hovet att ta sitt inträde förrän 1774. Han var 1774-90 teatercensor och förföljdes som ivrig monarkist under revolutionen. Suard blev 1803 Franska akademiens ständige sekreterare och belönades efter Bourbonska restaurationen. Suard utgav Variétés littéraires (1768), Mélanges de littérature (1803-05), en del av Grimms Correspondance med mera. Désiré Nisard offentliggjorde 1858 Suards memoarer. Suards vackra hustru, Amélie Panckoucke (1750–1830), syster till bokförläggaren Charles-Joseph Panckoucke, höll en berömd salong och var verksam som författarinna.